# شرکت برق منطقه‌ای باختر
شرکت برق منطقه‌ای باختر یکی از شرکت‌های زیرمجموعه شرکت توانیر است.
وزارت نیرو به‌دنبال گسترش وسیع شبکه‌های تولید، انتقال و توزیع برق در سراسر کشور از جمله منطقه مرکزی و تبدیل آن به یکی از نقاط مهم ارتباطی شبکه‌های برق صنعتی کشور، لایحه پیشنهاد ایجاد شرکت برق منطقه‌ای باختر، متشکل از استان‌های لرستان، مرکزی و همدان، به مرکزیت اراک را در تاریخ ۲۹/۲/۶۳ تقدیم مجلس شورای اسلامی ایران نمود و پس از تصویب اساسنامه و تأیید آن به‌وسیله شورای نگهبان در تاریخ ۱۲/۱۰/۶۳، این شرکت عملاً از تاریخ ۱/۷/۶۵ فعالیت رسمی خود شروع نمود.

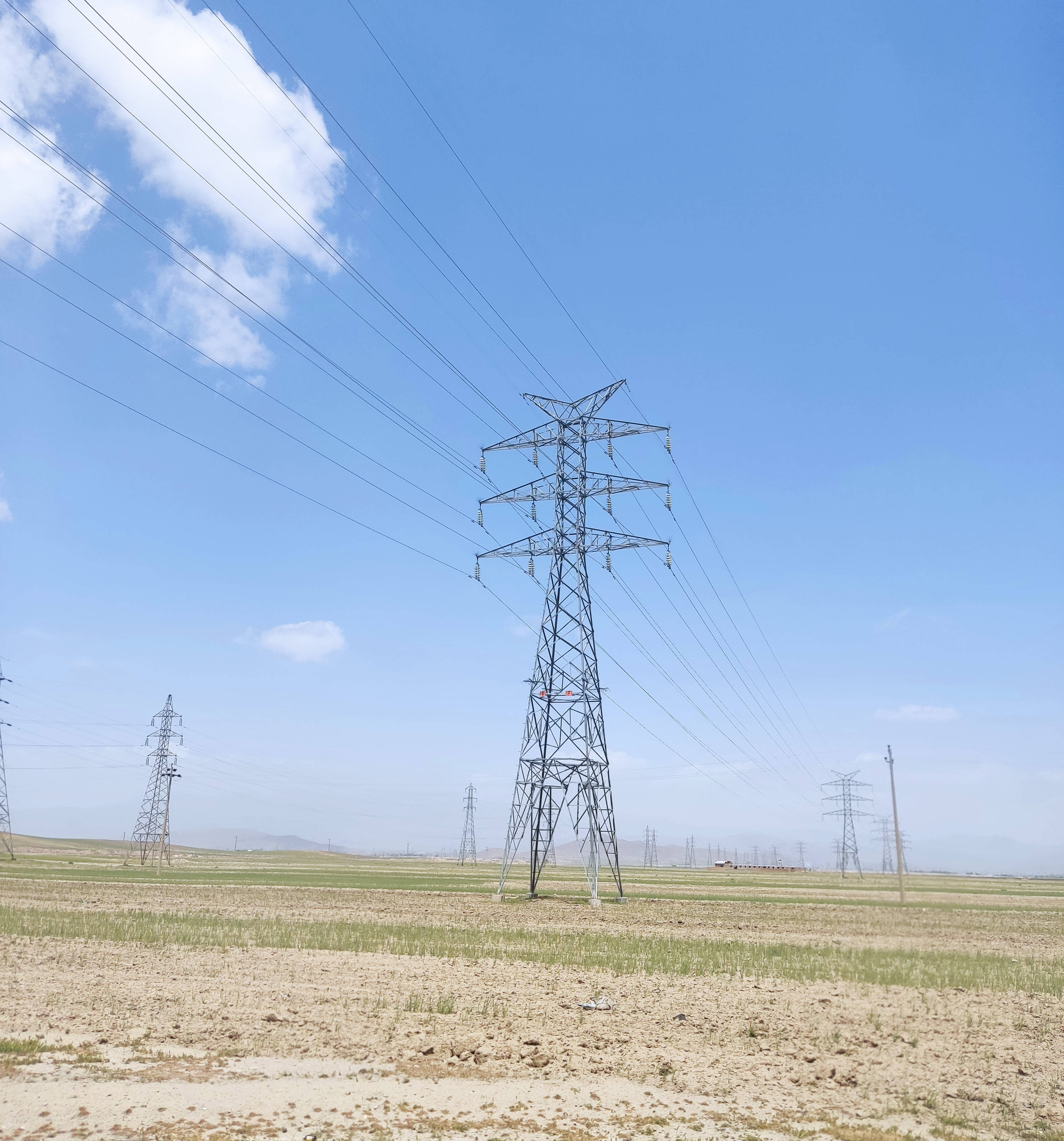
خطوط انتقال برق در استان همدان

شرکت برق منطقه‌ای باختر مسئولیت تأمین برق مشترکین حوزه‌ای با وسعت ۷۶۷۸۹ کیلومتر مربع با طول جغرافیایی ۶۶۰ کیلومتر (شرق به غرب) و عرض ۴۵۰ کیلومتر (شمال به جنوب) را عهده‌دار است. این شرکت از شمال به برق منطقه‌ای زنجان، از غرب به برق منطقه‌ای غرب، از جنوب به شرکت برق منطقه‌ای خوزستان، از جنوب شرقی به برق منطقه‌ای اصفهان و از شرق و شمال شرقی به برق منطقه‌ای تهران محدود می‌شود. حوزه تحت پوشش این شرکت براساس آخرین آمار دارای جمعیتی بالغ بر ۴٫۸ میلیون نفر می‌باشد. در محدوده برق منطقه‌ای باختر سه شرکت توزیع نیروی برق استان لرستان، مرکزی و همدان مسئولیت توزیع و دو شرکت مدیریت تولید شهید مفتح و شازند تولید انرژی برق را عهده‌دار می‌باشند.
از زیر مجموعه‌های این شرکت می‌توان از شرکت بتانیر یاد کرد.
شرکت برق منطقه‌ای باختر که مسئولیت، انتقال نیروی برق در سه استان لرستان، مرکزی و همدان را عهده‌دار می‌باشد از خرداد ماه سال ۱۳۸۱ با هدف بالابردن کیفیت نگهداری از تأسیسات به‌منظور افزایش عمراقتصادی و بهبودبخشیدن به قابلیت اطمینان و آماده به‌کاربودن آن‌ها در نیل به تأمین برق هرچه مطمئن تر مردم سربلند منطقه، وظیفه سرویس و نگهداری تجهیزات را به شرکت باختر تولید و انتقال نیروی برق (بتانیر) واگذار نموده‌است.